# Goera rumaba
Goera rumaba är en nattsländeart som beskrevs av Martin E. Mosely 1938. Goera rumaba ingår i släktet Goera och familjen grusrörsnattsländor. Inga underarter finns listade i Catalogue of Life.